# Katie Meili

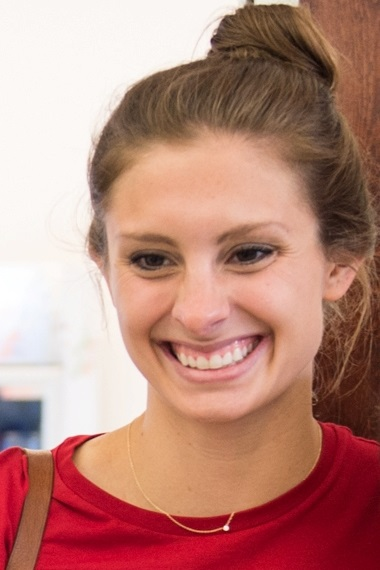
Katie Meili 2017 beim Besuch der Al Udeid Air Base in Katar.

Catherine „Katie“ Michelle Meili (* 16. April 1991 in Carrollton, Texas) ist eine ehemalige Schwimmerin aus den Vereinigten Staaten. Sie gewann bei Olympischen Spielen eine Gold- und eine Bronzemedaille. Bei Weltmeisterschaften auf der 50-Meter-Bahn erhielt sie je eine Gold-, Silber- und Bronzemedaille, auf der 25-Meter-Bahn waren es dreimal Gold und einmal Silber. Hinzu kamen zwei Goldmedaillen und eine Silbermedaille bei Panamerikanischen Spielen.

## Sportliche Karriere
Ihren internationalen Durchbruch erlebte Katie Meili bei den Panamerikanischen Spielen 2015 in Toronto. Über 100 Meter Brust gewann sie den Titel vor Alia Atkinson aus Jamaika. In der 4-mal-100-Meter Lagenstaffel hatten Natalie Coughlin, Katie Meili, Kelsi Worrell und Allison Schmitt zwei Sekunden Vorsprung vor den Kanadierinnen. Im Jahr darauf bei den Olympischen Spielen in Rio de Janeiro fand zunächst der Wettbewerb über 100 Meter Brust statt. Meili war die Dritte im Vorlauf und schwamm im Halbfinale die fünftschnellste Zeit. Im Endlauf siegte ihre Landsfrau Lilly King vor der Russin Julija Jefimowa, 0,19 Sekunden hinter der Russin schlug Meili als Dritte an. In der 4-mal-100-Meter-Lagenstaffel erreichten Olivia Smoliga, Katie Meili, Kelsi Worrell und Abbey Weitzeil das Finale mit der schnellsten Vorlaufzeit. Im Endlauf schwammen Kathleen Baker, Lilly King, Dana Vollmer und Simone Manuel anderthalb Sekunden schneller als die Vorlaufstaffel und siegten vor den Australierinnen und den Däninnen. Die Zeit der Vorlaufstaffel hätte im Finale allerdings auch für die Goldmedaille gereicht. Alle acht beteiligten Schwimmerinnen aus den Vereinigten Staaten erhielten eine Goldmedaille, wie dies seit 1984 üblich ist.
2017 bei den Weltmeisterschaften in Budapest siegte Lilly King über 100 Meter Brust, 0,9 Sekunden dahinter schlug Katie Meili als Zweite an und hatte dabei 0,02 Sekunden Vorsprung vor Jefimowa. Über 50 Meter Brust siegte King vor Jefimowa und Meili. In der 4-mal-100-Meter-Lagenstaffel erreichten Olivia Smoliga, Katie Meili, Sarah Gibson und Mallory Comerford die schnellste Vorlaufzeit. Im Finale waren Kathleen Baker, Lilly King, Kelsi Worrell und Simone Manuel fast viereinhalb Sekunden schneller als die Vorlaufstaffel. Alle acht Schwimmerinnen erhielten Gold.
Ende 2018 bei den Kurzbahnweltmeisterschaften in Hangzhou belegte Meili den fünften Platz über 50 Meter Brust. In der 4-mal-50-Meter-Lagenstaffel schwammen im Vorlauf Kathleen Baker, Katie Meili, Kendyl Stewart und Erika Brown. Im Finale siegten Olivia Smoliga, Katie Meili, Kelsi Dahlia und Mallory Comerford. In der 4-mal-50-Meter-Mixed-Lagenstaffel waren im Vorlauf Ryan Murphy, Katie Meili, Kendyl Stewart und Michael Chadwick die Schnellsten. Im Endlauf siegten Olivia Smoliga, Michael Andrew, Kelsi Dahlia und Caeleb Dressel. Über 100 Meter Brust siegte die Jamaikanerin Atkinson mit 0,12 Sekunden Vorsprung vor Meili. In der 4-mal-100-Meter-Lagenstaffel erreichten Kathleen Baker, Melanie Margalis, Kendyl Stewart und Lia Neal das Finale mit der schnellsten Vorlaufzeit. Im Endlauf waren Olivia Smoliga, Katie Meili, Kelsi Dahlia und Mallory Comerford über fünf Sekunden schneller als die Vorlaufstaffel, gewannen den Titel aber erst nach Disqualifikation der Australierinnen.
Katie Meili besuchte die Columbia University und schwamm 2016 für SwimMac Caroline aus Charlotte, North Carolina.